# Asthenocnemis linnaei
Asthenocnemis linnaei is een libel uit de familie Platycnemididae (breedscheenjuffers). De spanwijdte van het mannetje bedraagt tussen de 24 en 26 millimeter (bij de voorvleugels, de achtervleugels zijn iets korter) en de lengte van het lijfje is 35 tot 39 millimeter. Het vrouwtje is nog niet beschreven. De soort is bekend van het eiland Dumuran, Filipijnen. Het diertje vliegt op hoogtes van 50 tot 150 meter. Door het verloren gaan van bossen op dit eiland dreigt uitsterven van deze soort.
De soort is beschreven in een special van Zoologische Mededelingen, uitgegeven door Naturalis, die op 1 januari 2008 verscheen ter ere van het 250-jarig bestaan van de zoölogische nomenclatuur. Op 1 januari 1758 verscheen namelijk de tiende editie van Systema naturae van Carl Linnaeus. De soortaanduiding linnaei verwijst ook naar Linnaeus.
1. ↑  (en) Asthenocnemis linnaei op de IUCN Red List of Threatened Species.